# Franz Jahn (Pomologe)

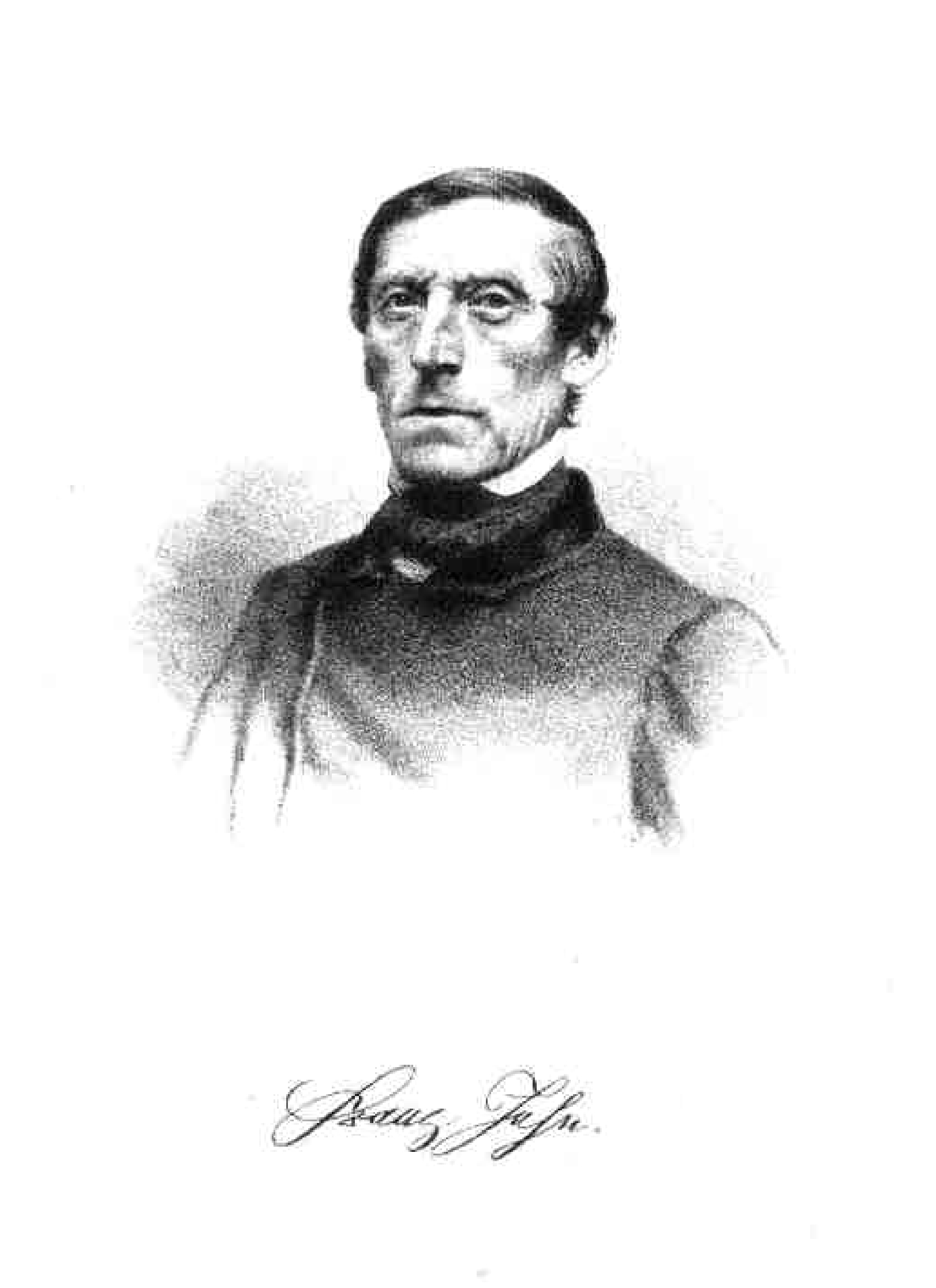
Porträt von Franz Jahn

Franz Jahn (* 17. Januar 1806 in Meiningen; † 15. Februar 1867 ebenda) war Sanitätsrat und Apotheker in Meiningen. Er war Pomologe und Redakteur des Illustrirten Handbuchs der Obstkunde.

## Familie und Beruf
Franz Jahn wurde am 17. Januar 1806 in Meiningen als Sohn des Hofarztes Friedrich Jahn (1766–1813) geboren. Beide Eltern starben schon im Jahr 1813 am Lazarettfieber, weshalb Franz Jahn bei seinem Onkel, dem Apotheker Karl Ludwig Jahn (1761–1835) aufwuchs. Jahns älterer Bruder war der Arzt und Rosenzüchter Geheimrath Ferdinand Jahn (1804–1859).
Jahn wurde zunächst durch seinen Onkel in dessen Apotheke zum Apothekengehilfen ausgebildet und studierte anschließend am pharmazeutischen Institut von Heinrich Wackenroder in Jena. Nach dem Tod seines Onkels im Jahr 1831 übernahm er dessen Apotheke. Im Jahre 1835 wurde er zum Medizinalassessor ernannt und in die Medizinaldeputation der herzoglichen Regierung berufen, der er zeit seines Lebens angehörte.
Franz Jahn war mit Elise Jahn, geborene Johannes verheiratet, mit der er zwölf Kinder hatte, von denen zwei vor ihm verstarben. Jahns Sohn Herrmann Jahn war herzoglicher Hofgärtner in Hildburghausen.
Franz Jahn starb am 15. Februar 1867 an einer Rippenfellentzündung.

## Verdienste als Pomologe
Bereits Jahns Vater hatte sich intensiv mit der Pomologie beschäftigt und hinterließ seinen Söhnen einen Garten mit zahlreichen Obstbäumen. Jahns Onkel pflegte den Garten nach dem Tod seines Bruders weiter, da er annahm, seine Neffen, die sich für Botanik interessierten, würden den Garten erhalten wollen. Nach dem Tod des Onkels jedoch verkauften Jahn und sein Bruder den Garten.
Das Interesse für Pomologie wurde bei Jahn erst später durch den Kontakt zu Garteninspektor Buttmann, dem Vorstand der Herzoglichen Hofgärtnerei, und zum Haushofmeister Remde geweckt, die ihm die Themen Obstbau und Pomologie nahebrachten. Schließlich legte er selbst einen Obstgarten an, in dem er zahlreiche Obstbäume pflanzte und in einer eigenen Baumschule heranzog. Jahn unterhielt Kontakte zu verschiedenen, auf den Obstbau spezialisierten Baumschulen, über die er regelmäßig neue Sorten bezog. Er überprüfte die von ihm angebauten Sorten sehr sorgfältig auf ihre Identität, bevor er sie weiter verbreitete.
Unter den Pomologen Deutschlands war Jahn als sehr guter Sortenkenner anerkannt, der vor allem zu Birnen und Steinobst über ein umfangreiches pomologisches Fachwissen verfügte. Seine Kenntnisse zu den Steinobstsorten erlangte er durch Besuche auf dem Gutshof Jerusalem in der Nähe von Meiningen, den der meiningische Staatsminister Freiherr Christian Ferdinand von Könitz angelegt hatte und der über eine umfangreiche Sammlung von Kirschen- und Pflaumensorten verfügte. Außerdem hegte er einen engen Kontakt zu dem Apotheker Georg Liegel aus Braunau, der ein ausgewiesener Experte für Steinobstsorten war.
Jahn regte die Gründung des Vereins für Pomologie und Gartenbau in Meiningen im Jahr 1838 an, dessen Direktor er von 1845 bis 1849 und von 1851 bis 1864 war. Bis zu seinem Tod war er Ehrendirektor des Vereins, für den er zahlreiche Vorträge ausarbeitete und die Vereinsschrift herausgab. Im Jahr 1856 verkaufte er seine Apotheke, um sich ganz seinem Obstgarten und der Baumschule widmen zu können.
Ab 1859 übernahm Jahn zusammen mit Johann G. C. Oberdieck und Eduard Lucas die Redaktion des Illustrirten Handbuchs für Obstkunde, dessen Herausgabe im Jahr 1857 durch die zweite Versammlung der Pomologen in Gotha beschlossen worden war. Er steuerte auch selbst Sortenbeschreibungen, vor allem von Birnen-, Kirsch- und Pflaumensorten, zu dem Werk bei.
Im Herbst 1862 besuchte Jahn auf Wunsch der Regierung den internationalen Pomologen-Kongress in Namur in Belgien. Er stellte dort ein Obstsortiment aus seinen Obstanlagen und dem herzoglichen Hofgarten aus, das auf der Ausstellung mit einer Vereins-Medaille geehrt wurde.
Nach Jahns Tod wurden seine Obstanlagen und Baumschulen durch einen am Reutlinger Institut für Pomologie ausgebildeten Obstgärtner weiter geführt, der durch seinen Sohn Hermann Jahn beaufsichtigt wurde.

## Ehrungen
Für seine Verdienste um die Pomologie wurde er durch das Freie Deutsche Hochstift in Frankfurt im Jahr 1865 zum Ehrenmitglied und Meister ernannt. Im gleichen Jahr verlieh ihm Herzog Bernhard das Verdienstkreuz des herzoglich Sachsen-Ernestinischen Hausordens.
Für die Verdienste in der Pharmazie und Medizin wurde ihm am 1. Oktober 1866 durch Herzog Georg der Titel Sanitätsrath verliehen.
Nach Franz Jahn ist die Pflaumensorte Jahns Jerusalempflaume benannt, die durch seinen Freund Georg Liegel gezogen worden war.